# Markuszów
Markuszów è un comune rurale polacco del distretto di Puławy, nel voivodato di Lublino.
Ricopre una superficie di 40,39 km² e nel 2004 contava 3 021 abitanti.